# 天浩盛世
天浩盛世 （英語：Tian Hao Entertainment）是中国内地一家唱片、影视及经纪公司，2005年由周浩在北京注册成立，公司主要以艺人经纪服务、演出策划执行、唱片制作发行、影视投资制作、品牌公关策划为主。

## 公司历史
- 2005年 注册成立
- 2007年 因打造偶像男团hit-5和女团spy而闻名于世
- 2008年至今，逐渐发展成熟壮大，签约杨宗纬、沙宝亮、吉克隽逸等多名人气偶像。
- 2014年 参与电视节目的制作和录制

## 旗下藝人
| 男艺人   | 男艺人 | 男艺人 |
| -------- | ------ | ------ |
| 陈飞宇   | 李治廷 | 牛骏峰 |
| 曹煜辰   | 陈博豪 | 李卓阳 |
| 王玉臻   | 齐天映 | 罗沛祺 |
| 董李无忧 | 闫海明 |        |
| 女艺人   |        |        |
| 戚薇     | 文淇   | 邢菲   |
| 施诗     | 赵奕欢 | 张艺上 |
| 徐悦     | 董思怡 | 胡嘉欣 |
| 孙雅丽   | 高晴   | 孟可   |
| 李欣燃   | 梁宝羚 | 迟宁宁 |
| 李丞汐   | 艾米   | 姚安娜 |
| 阚清子   | 刘敏涛 | 刘烨   |
| 团体组合 |        |        |
| AWINK    | ALIBI  |        |

## 已離開藝人
- 陳明
- 李梓鋒
- 沙寶亮
- 後弦
- 金志文
- 香香
- 楊坤
- 郭子渝
- 楊宗緯
- 劉佳
- 滿文軍
- 譚維維
- 金莎
- Sara
- Hit-5
- 吉克雋逸
- 杭蓋樂隊
- 谷婭薇
- 宣璐
- 张可盈
- 李希萌
- 杨金赐
- 彭小苒
- 陳卓璇